# Championnats de France d'athlétisme 1993
Navigation
Championnats 1992 Championnats 1994
Les Championnats de France d'athlétisme « Élite » 1993 ont eu lieu du 23 au 25 juillet 1993 au Parc des sports d'Annecy. 

## Palmarès
| Discipline        | Hommes                    | Hommes         | Femmes                 | Femmes         |
| ----------------- | ------------------------- | -------------- | ---------------------- | -------------- |
| 100 m             | Jean-Charles Trouabal     | 10 s 19        | Valérie Jean-Charles   | 11 s 38        |
| 200 m             | Jean-Charles Trouabal     | 20 s 74        | Maguy Nestoret         | 23 s 62        |
| 400 m             | Stéphane Diagana          | 45 s 26        | Francine Landre        | 51 s 92        |
| 800 m             | Jean-Christophe Vialettes | 1 min 47 s 91  | Barbara Gourdet        | 2 min 02 s 55  |
| 1 500 m           | Éric Dubus                | 3 min 42 s 91  | Blandine Bitzner       | 4 min 14 s 05  |
| 3 000 m           | -                         | -              | Annette Sergent-Palluy | 9 min 04 s 75  |
| 5 000 m           | Atiq Naaji                | 13 min 41 s 52 | -                      | -              |
| 10 000 m          | Mustapha Essaïd           | 28 min 25 s 70 | Rosario Murcia         | 33 min 00 s 96 |
| 100 m haies       | -                         | -              | Patricia Girard        | 12 s 91        |
| 110 m haies       | Dan Philibert             | 13 s 52        | -                      | -              |
| 400 m haies       | David Niaré               | 50 s 30        | Carole Nelson          | 57 s 35        |
| 3 000 m steeple   | Thierry Brusseau          | 8 min 36 s 94  | -                      | -              |
| Saut en longueur  | Kader Klouchi             | 7,82 m         | Corinne Hérigault      | 6,33 m         |
| Triple saut       | Pierre Camara             | 17,30 m        | Caroline Honoré        | 13,65 m        |
| Saut en hauteur   | Xavier Robilliard         | 2,24 m         | Maryse Maury           | 1,86 m         |
| Saut à la perche  | Jean Galfione             | 5,93 m         | -                      | -              |
| Lancer du poids   | Luc Viudès                | 18,29 m        | Fabienne Locuty        | 15,73 m        |
| Lancer du disque  | Jean-Claude Retel         | 60,32 m        | Isabelle Devaluez      | 52,62 m        |
| Lancer du marteau | Raphaël Piolanti          | 78,72 m        | -                      | -              |
| Lancer du javelot | Pascal Lefevre            | 80,00 m        | Martine Bègue          | 64,46 m        |